# Critics’ Circle Theatre Award/Jack Tinker Award
Der Jack Tinker Award  wird im Rahmen der Critics’ Circle Theatre Awards an die vielversprechendsten Newcomer vergeben. Für Autoren gibt es mit dem Critics’ Circle Theatre Award für den Vielversprechendsten Dramatiker einen eigenen Award.
Er ist nach dem englischen Theaterkritiker Jack Tinker benannt. Tinker war von 1972 bis zu seinem Tod Theaterkritiker bei der Daily Mail und galt als einer der einflussreichsten Theaterkritiker Londons. Er war außerdem Präsident des London Critics’ Circle und starb 1996 im Alter von 58 an einem Herzinfarkt. Der Award hieß vorher Vielversprechendster Newcomer (Most Promising Newcomer).

## 1996 bis 1999
- 1996: James Callis für Old Wicked Songs
- 1997: Liza Walker für Closer
- 1998: Mick Gordon (Gate Theatre, London)
- 1999: Eve Best für Tis Pity She's a Whore

## 2000 bis 2009
- 2000: Chiwetel Ejiofor für Blue/Orange
- 2001: Lyndsey Marshal für Redundant und Boston Marriage
- 2002: Alison Pargeter für Damsels in Distress
- 2003: Lisa Dillon für Iphigenia und The Master Builder
- 2004: Eddie Redmayne für The Goat, or Who is Sylvia?
- 2005: Mariah Gale für 'Tis Pity She's a Whore
- 2006: (geteilt) Andrew Garfield für Citizenship und The Overwhelming
- 2006: (geteilt) Connie Fisher für The Sound of Music
- 2007: Leanne Jones für Hairspray
- 2008: Ella Smith für Fat Pig
- 2009: Tom Sturridge für Punk Rock

## 2010 bis 2019
- 2010: Daniel Kaluuya für Sucker Punch
- 2011: Blanche McIntyre für Accolade und Foxfinder
- 2012: Denise Gough für Our New Girl und Desire Under the Elms
- 2013: Kate O’Flynn für Port
- 2014: Patsy Ferran für Blithe Spirit und Treasure Island
- 2015: David Moorst für Violence and Son
- 2016: Anthony Boyle
- 2017: (geteilt) Sheila Atim für Girl from the North Country
- 2017: (geteilt) John McCrea für Everybody's Talking About Jamie
- 2018: Chris Walley für The Lieutenant of Inishmore
- 2019: Sam Tutty für Dear Evan Hansen

## 2020 bis 2029
- 2020: Ausfall der Veranstaltung
- 2021: Ausfall der Veranstaltung
- 2022: (geteilt) Samuel Creasy für The Book of Dust: La Belle Sauvage
- 2022: (geteilt) Stuart Thompson für Frühlings Erwachen
- 2023: Lizzie Annis für The Glass Menagerie
- 2024: (geteilt) Louis McCartney für Stranger Things: The First Shadow
- 2024: (geteilt) Jack Wolfe für Next to Normal
- 2025: Francesca Amewudah-Rivers für Romeo and Juliet